# إستر أويهاند
إستر أويهاند من مواليد 10 يونيو 1976 هي سياسية هولندية ومديرة تسويق سابقة تعمل كرئيس لحزب الحيوانات (بالهولندية: Partij voor de Dieren ، PvdD), ومجموعته البرلمانية في مجلس النواب منذ عام 2019 , وهي ايضاً عضوة في مجلس النواب منذ انتخابات عام 2006 مع انقطاع قصير بين عامي 2015 و 2016 .

## السيرة الذاتية

### حياتها الشخصية
1. التحقت إستر أويهاند بالمدرسة الثانوية في كاتويك، حيث أنهت تعليمها الهولندي قبل الجامعي. وبعدها درست «السياسة والاتصال والتنظيم» لكنها لم تكمله.[4]
2. هي الآن متزوجة وتقيم حاليًا في ليدن.
3. لقد نشأت بروتستانتية لكنها حاليًا لاأدرية، ايضاً هي نباتية.
4. أجرت مجلة لودرز اوف ميتال الهولندية مقابلة مع استر اويهاند وتحدثت فيها عن حبها الشديدة لموسيقي الهارد روك والهيفي ميتال وايضاً الستونر ميتال.[5]

### الحياة المهنية
في البداية، لم تفكر في العمل في السياسة. تركت مهنة جيدة في مجال التسويق، حيث أصبحت مديرة تسويق مبتدئة لمجلات الشباب في Sanoma.كما انها لديها وظائف إضافية كعضو في لجنة مركز الشباب "De Schuit" ومؤسسة "Factor Welzijn" في كاتويك.

## حزب الحيوانات
انضمت إلى حزب الحيوانات في أكتوبر 2002 وأصبحت منسقة الحزب في عام 2004. كانت مسؤولة عن إدارة مقر الحزب. كما شاركت في تأليف البرنامج الانتخابي لعام 2006.
واعتبرت الانتخابات العامة لعام 2006 نجاحا كبيرا للحزب. حصل الحزب على 179988 صوتًا (1.8 ٪)، وهو ما يكفي لمقعدين في البرلمان الهولندي. أصبح الحزب أول حزب في العالم يفوز بمقاعد برلمانية بأجندة تركز بشكل أساسي على حقوق الحيوان.
كانت في المرتبة الثانية على قائمة الانتخابات، مباشرة بعد رئيسة الحزب ماريان تيم. ونتيجة لذلك، أصبحت عضوًا في البرلمان، على الرغم من أنها حصلت على إجمالي 4.370 صوتًا مكتوبًا، أي أقل بنحو مائة من lijstduwer Kees van Kooten ، الذي حصل على 4.479 صوتًا، أدت اليمين الدستورية في 30 نوفمبر 2006.
وخلافًا لرغبتها، لم يتم وضعها في البداية على قائمة الانتخابات العامة لعام 2010، لكن أعضاء الحزب صوتوا لها في المركز الثاني، فأعيد انتخابها.

استقالت أستر أوويهاند مؤقتًا من مجلس النواب في 17 نوفمبر 2015 لأسباب صحية وحل محله فرانك واسنبرغ. عادت إلى المنزل في 18 أكتوبر 2016.

في 8 أكتوبر 2019، خلفت أستر أويهاند ماريان تيم كرئيسة برلمانية لحزب الشعب الديمقراطي بعد تقاعد ثيم من مجلس النواب.

### روابط خارجية
- باللغة الهولندية Esther Ouwehand's weblog
- باللغة الهولندية House of Representatives biography
- باللغة الهولندية Perdefinitie.nl biography